# Making-of
Making-of (ou making of), em cinema e televisão, é um documentário de bastidores, que registra em imagem e som, o processo de produção, realização e repercussão de um filme, série televisiva, telenovela ou qualquer outro produto audiovisual. O termo é um anglicismo, the making of, e traduz-se literalmente como "a feitura de", ou seja, o processo de fazer algo. O termo também pode ser substituído por trascâmara ou por trás das câmeras. Em português, é muitas vezes grafado incorretamente como making-off.

## Histórico
O documentário de curta metragem "Making motion pictures: a day in the Vitagraph Studio", produzido em 1908, é considerado o primeiro making-of de Hollywood. Poucos anos depois, em 1912, a produtora de Edison realizou a sua versão de "How motion pictures are made and shown", com 15 minutos de duração. Dos anos 1930 aos 1960, muitos documentários deste gênero foram produzidos pelos estúdios, com o intuito de "divulgar suas próximas produções, apresentar novas estrelas ou mostrar inovações tecnológicas, tais como a filmagem em cores".
Mas a expressão making-of só foi popularizada a partir dos anos 1980, com a crescente divulgação de documentários sobre a realização de videoclipes, muito especialmente Making Michael Jackson's - Thriller (1984), dirigido por John Landis para o cantor Michael Jackson. Até então, produtos deste tipo eram mais conhecidos como "behind-the-scenes documentaries" (documentários de bastidores) ou "featurettes".
A partir de 1984, a companhia norte-americana Criterion passou a lançar a sua coleção de filmes clássicos e contemporâneos para distribuição doméstica - a princípio em formato Laserdisc, depois em DVD (1998) e mais recentemente (2008) em Blu-ray -, e sempre incluindo making-ofs sobre cada filme. A estratégia teve boa recepção de público, e terminou sendo adotada por outras distribuidoras.
Alguns making-ofs tornaram-se conhecidos não apenas como material de divulgação dos filmes retratados, mas por suas qualidades documentais e históricas. É o caso de "O apocalipse de um cineasta" ("Hearts of darkness", 1991), de Fax Bahr e George Hickenlooper, sobre o "Apocalypse now" de Coppola; "Diário de uma filmagem" ("Dokument Fanny och Alexander", 1982), em que o próprio Ingmar Bergman documentou as filmagens de seu longa "Fanny e Alexander"; ou "Lost in La Mancha" (2002), de Keith Fulton e Louis Pepe sobre o filme inacabado de Terry Gilliam, "O homem que matou Dom Quixote". O cineasta francês Laurent Bouzereau, trabalhando nos Estados Unidos, especializou-se em realizar making-ofs de alta qualidade, documentando filmes como "Os Pássaros" de Hitchcock, "Tubarão" de Spielberg ou "Carrie" de Brian de Palma.
Nos primeiros anos do século XXI surgiram festivais de cinema específicos para making-ofs, como o de Romorantin, na França, que chegou a ter 7 edições entre 2003 e 2010, ou o Festival de L'Échelle, também na França, instituído em 2013 pela MOPI, Making-Of Promotion International". No Brasil, o Festival Nacional do Making Of teve edições em 2007 e 2012.

## Outras áreas
A ideia do making-of foi também aproveitada pela indústria fonográfica, sendo possível encontrar DVDs com documentários de bastidores sobre a produção de CDs ou a realização de espetáculos musicais. Mais recentemente, a expressão making-of passou a ser usada para qualquer documentação de trabalho, seja uma sessão de fotos ou a construção de um prédio.